# Дмитриевка (Ершовский район)
Дмитриевка — село Ершовского района Саратовской области, на берегу реки Миусс. Входит в состав Чапаевского муниципального образования.

## История
Деревня Дмитриевка (Крутец) была основана в 1827 году на землях генерал-лейтенанта, героя Отечественной войны 1812 года Николая Алексеевича Столыпина. Позже эта территория была унаследована Аркадием Дмитриевичем Столыпиным, племянником Николая Алексеевича и отцом премьер-министра России П. А. Столыпина. До 1851 года деревня входила в состав Саратовской губернии, затем — в состав Каменно-Сарминской волости Николаевского уезда Самарской губернии.
В 1901 году в селе Дмитриевка была построена Михайло-Архангельская церковь на средства землевладельца Ивана Васильевича Кобзаря. Здание церкви было деревянным, на каменном фундаменте, теплым, вмещало до 200 человек, огорожено деревянным забором. Храм был однопрестольным, освящен в 1901 году в честь Архистратига Михаила.
Усадебной земли у церкви не было, причту был отведен участок пахотной земли размером 33 десятины. Дома для священнослужителей были построены в 1908 и 1914 годах на средства прихожан. В церкви имелась библиотека.
В здании церкви также работала смешанная церковно-приходская школа, открывшаяся в 1899 году.
В 1907 году было основано церковно-приходское попечительство.
К приходу Михайло-Архангельской церкви относились: село Дмитриевка, деревня Коптевка, хутор «Солянка» И. В. Кобзаря.
В 1939 году на месте сгоревшей церкви было построено здание школы.
В период с 1935 по 1941 годы село Дмитриевка входило в состав Гнаденфлюрского кантона АССР немцев Поволжья.

## Население
| 2002 | 2010 |
| ---- | ---- |
| 497  | ↘334 |

## Инфраструктура
На территории села Дмитриевка расположены школа и фельдшерско-акушерский пункт.
| Деревня Дмитриевка в составе Самарской губернии | Деревня Дмитриевка в составе Самарской губернии | Деревня Дмитриевка в составе Самарской губернии | Деревня Дмитриевка в составе Самарской губернии | Деревня Дмитриевка в составе Самарской губернии |
|                                                 | 1859 год                                        | 1889 год                                        | 1900 год                                        | 1910 год                                        |
| ----------------------------------------------- | ----------------------------------------------- | ----------------------------------------------- | ----------------------------------------------- | ----------------------------------------------- |
| Число дворов                                    | 86                                              | 100                                             | 112                                             | 128                                             |
| Число жителей мужского пола                     | 212                                             | 207 (ревизских)                                 | 273                                             | 322                                             |
| Число жителей женского пола                     | 202                                             | 268                                             | 313                                             | 338                                             |
| Примечание                                      |                                                 | 2 ветряные мельницы                             |                                                 | Церковь и школа                                 |